# Prizrenski okrug
Prizrenski okrug (albanski: Qarku i Prizrenit, srpski: Призренски округ)  je okrug na Kosovu. Sjedište je u Prizrenu.

## Podjela
Okrug se djeli na četiri općine:
- Prizren
- Dragaš
- Suva Reka
- Mališevo